# Operazione Salomone

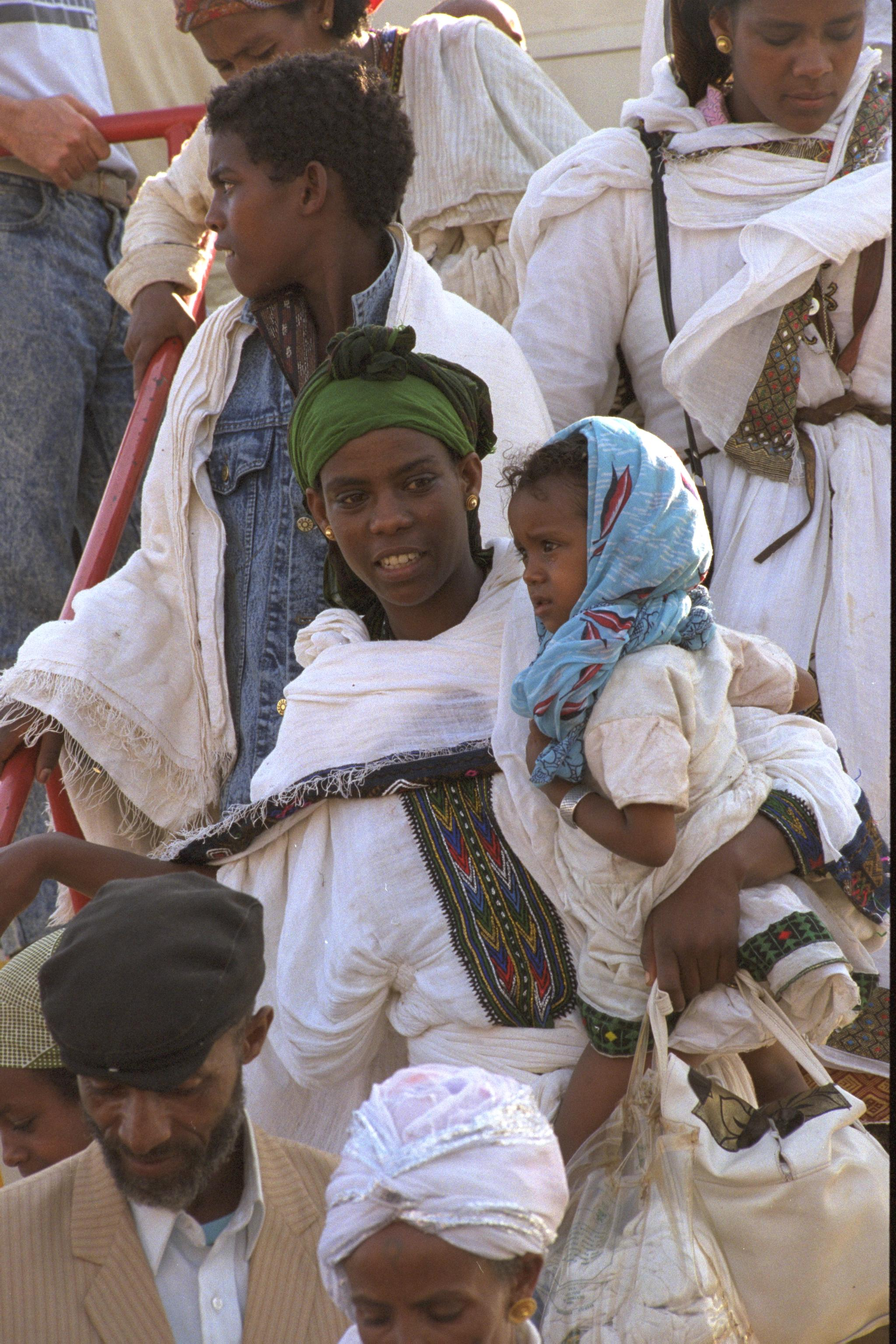
Un gruppo di ebrei etiopi sbarca da un jet militare in una base israeliana, 24 maggio 1991.

L'operazione Salomone è stata un'operazione coperta compiuta da Israele, manu militari, tra il 24 e il 25 maggio del 1991, per trasportare ebrei etiopi nel territorio israeliano.

## Antefatto
In quell'anno, il governo etiope in carica di Mengistu Haile Mariam era prossimo al collasso a causa dei concomitanti successi dei ribelli eritrei e del Tigrè, che minacciavano una pericolosa destabilizzazione politica in Etiopia. Parecchie organizzazioni ebraiche — e lo stato d'Israele medesimo — nutrivano preoccupazione per il benessere della consistente comunità ebraica residente in Etiopia, nota con l'appellativo di Beta Israel. Tra l'altro, il regime di Mengistu aveva reso per costoro difficoltosa l'emigrazione di massa in Israele, e pertanto la situazione di precarietà di quell'establishment rappresentava, al contempo, un'opportunità paradossalmente favorevole per gli ebrei che avessero desiderato l'espatrio. L'anno precedente, il governo israeliano e le relative forze armate, preso atto del deterioramento della situazione politica per Mengistu, avevano predisposto piani segreti per aviotrasportare i Beta Israel dall'Etiopia ad Israele. Questa azione logistica sarebbe passata alla storia come la più vasta emigrazione di Beta Israel di ogni tempo.

## Svolgimento delle operazioni
Nel giro di 36 ore, voli non-stop di 34 aeromobili israeliani, tra cui C-130 dell'IAF e cargo di El Al, trasportarono 14.500 ebrei etiopi in Israele.

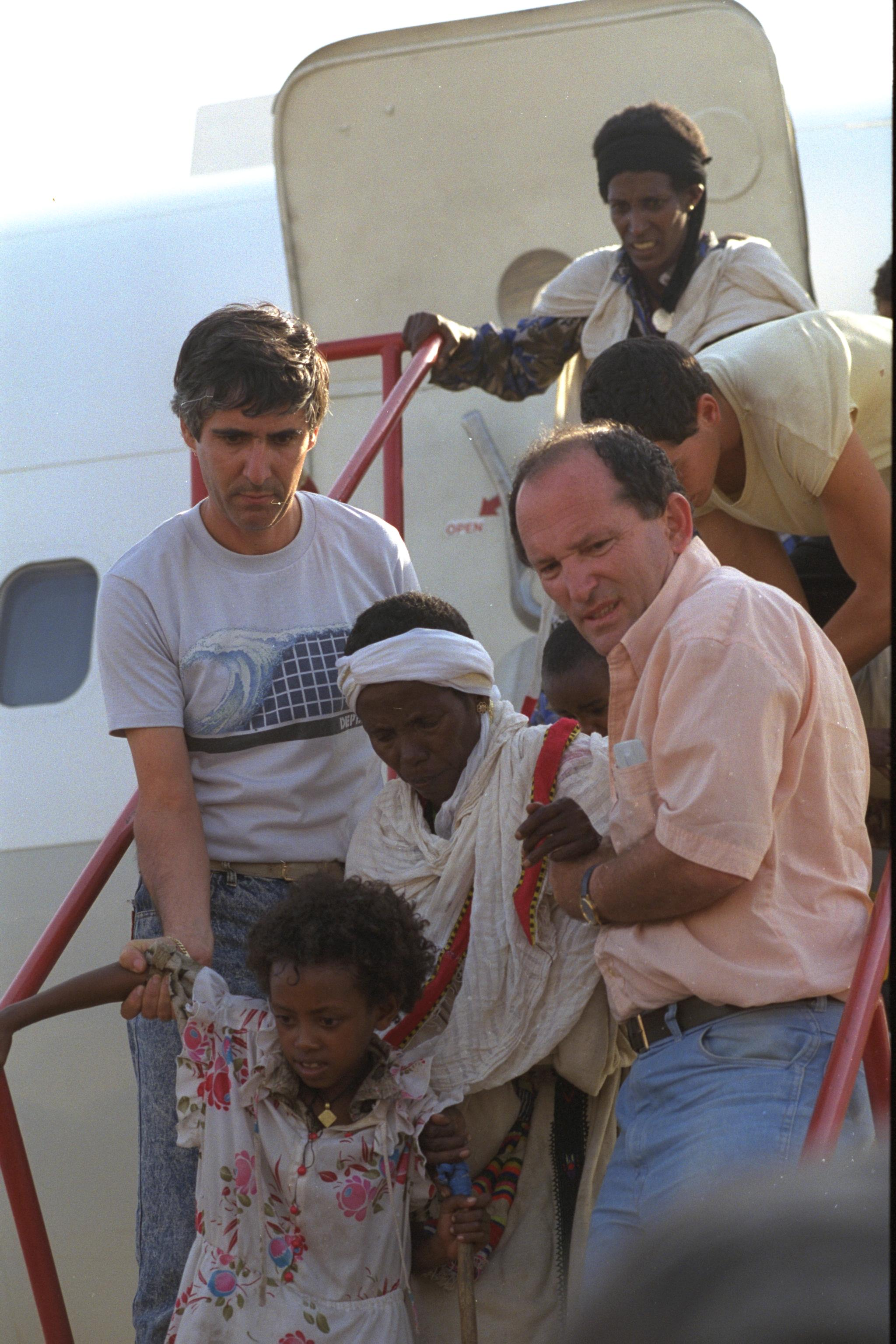
L'arrivo di alcuni immigrati etiopi

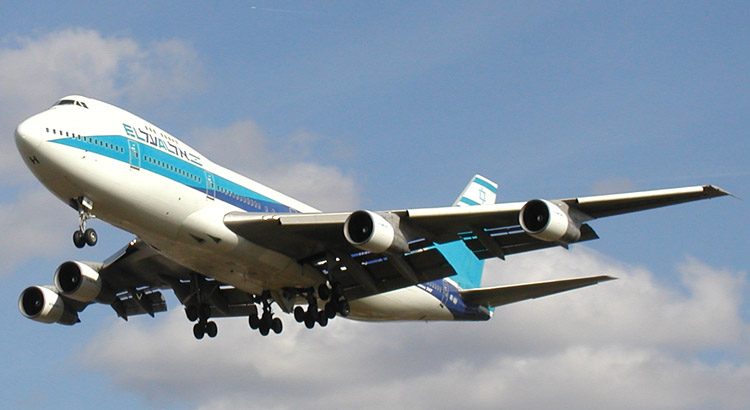
Un cargo (B-747) di El Al

I velivoli civili vennero completamente svuotati da paratie e sedili, l'interno di tutti gli aerei venne foderato di plastica spessa ma leggera per permettere la sistemazione accostata, seduta sul pavimento, o coricata, dei passeggeri, in modo che occupassero poco spazio; giunti in punti periferici delle piste di decollo i velivoli erano attesi da gruppi di passeggeri sommariamente vestiti accovacciati al suolo; per ridurre il peso, al momento di salire a bordo si controllò che non avessero con sé bagaglio (salvo un pacchetto di ricordi personali) e furono fatti togliere abiti e calzature ancora ritenuti in eccesso. Fu affisso un adesivo di plastica su ciascuno, recante un numero di identificazione. A bordo di ogni velivolo vi erano due medici israeliani per assistere i malati (molti dei passeggeri erano denutriti e spesso ammalati di tubercolosi) e per assistere eventuali nascite avvenute in volo (se ne registrarono almeno cinque).
Diversi neonati furono comunque imbarcati e trasportati dalle madri assieme ai pacchetti senza che fossero identificati, e furono censiti e identificati solo all'arrivo, quando tutti furono sottoposti a pratiche igienico-sanitarie e rivestiti.
Durante la notte risultò che 28 velivoli erano contemporaneamente in volo tra Etiopia e Israele, mentre i restanti stavano caricando o scaricando, o facendo pratiche di ricondizionamento e rifornimento per il decollo.
L'Operazione Salomone trasferì il doppio di ebrei etiopi rispetto all'operazione Mosè e all'operazione Giosuè messe assieme. L'Operazione Salomone stabilì tra l'altro il record per un singolo volo passeggeri: un solo B-747 trasportò 1.122 persone (1.087 erano i passeggeri ufficialmente registrati, ma vi erano diversi neonati, mescolati tra i bagagli a mano delle madri, che non furono registrati alla partenza). In aggiunta a ciò, durante quel viaggio si verificarono ben due nascite.